# Liste der Gebietsänderungen in Thüringen 1998 bis 2006
Die Liste der Gebietsänderungen in Thüringen 1998 bis 2006 enthält Änderungen an Gemeindegebieten des Landes Thüringen in der Zeit vom 1. Januar 1998 bis zum 31. Dezember 2006. Dazu zählen unter anderem Zusammenschlüsse und Trennungen von Gemeinden, Eingliederungen von Gemeinden in eine andere, Änderungen des Gemeindenamens und Umgliederungen von Teilen einer Gemeinde in eine andere.

## Legende
- Datum: juristisches Wirkungsdatum der Gebietsänderung
- Gemeinde vor der Änderung: Gemeinde vor der Gebietsänderung
- Maßnahme: Art der Gebietsänderung
- Gemeinde nach der Änderung: Gemeinde nach der Gebietsänderung
- Landkreis: Landkreis der Gemeinde nach der Gebietsänderung

Die Sortierung erfolgt chronologisch: Datum, kreisfreie Städte, Landkreise, aufnehmende oder neu gebildete Gemeinde. Heute noch bestehende Gemeinden sind farbig unterlegt.

## Liste
| Datum      | Gemeinde vor der Änderung | Maßnahme | Gemeinde nach der Änderung | Landkreis |
| ---------- | --- | --- | --- | --- |
| 01.01.1998 | Ausgliederung der Stadt Eisenach aus dem Wartburgkreis 17 Landkreise, 5 kreisfreie Städte → 17 Landkreise, 6 kreisfreie Städte | Ausgliederung der Stadt Eisenach aus dem Wartburgkreis 17 Landkreise, 5 kreisfreie Städte → 17 Landkreise, 6 kreisfreie Städte | Ausgliederung der Stadt Eisenach aus dem Wartburgkreis 17 Landkreise, 5 kreisfreie Städte → 17 Landkreise, 6 kreisfreie Städte | Ausgliederung der Stadt Eisenach aus dem Wartburgkreis 17 Landkreise, 5 kreisfreie Städte → 17 Landkreise, 6 kreisfreie Städte |
| 01.04.1999 | Böseckendorf Neuendorf Teistungen                                                                                              | Zusammenschluss | Teistungen | Eichsfeld |
| 01.04.1999 | Nauendorf | Eingliederung | Georgenthal | Gotha |
| 01.04.1999 | Dörtendorf | Eingliederung | Triebes | Greiz |
| 01.04.1999 | Bottendorf Schönewerda | Eingliederung | Roßleben | Kyffhäuserkreis |
| 01.04.1999 | Steigerthal | Eingliederung | Nordhausen | Nordhausen |
| 01.04.1999 | Zöthen | Eingliederung | Camburg | Saale-Holzland-Kreis |
| 01.07.1999 | Arnsgrün Bernsgrün Cossengrün Hohndorf Pöllwitz Schönbach                                                                      | Zusammenschluss | Vogtländisches Oberland | Greiz |
| 01.07.1999 | Rudisleben | Eingliederung | Arnstadt | Ilm-Kreis |
| 01.07.1999 | Altengesees Burglemnitz Eliasbrunn Gahma Liebengrün Rauschengesees Ruppersdorf Thierbach Thimmendorf Weisbach                  | Eingliederung | Remptendorf | Saale-Orla-Kreis |
| 01.07.1999 | Grumbach Heberndorf Heinersdorf Oßla Titschendorf Weitisberga                                                                  | Eingliederung | Wurzbach | Saale-Orla-Kreis |
| 01.07.1999 | Behringen Craula Reichenbach Tüngeda Wolfsbehringen                                                                            | Zusammenschluss | Behringen | Wartburgkreis |
| 06.06.2000 | Beuren | Eingliederung | Leinefelde | Eichsfeld |
| 29.09.2000 | Liebschütz | Eingliederung | Remptendorf | Saale-Orla-Kreis |
| 01.07.2002 | Beutelsdorf Dorndorf Engerda Kirchhasel Niederkrossen Rödelwitz Schloßkulm Schmieden Teichweiden Uhlstädt Zeutsch              | Zusammenschluss | Uhlstädt-Kirchhasel | Saalfeld-Rudolstadt |
| 01.01.2003 | Ebersdorf/Thüringen Saalburg                                                                                                   | Zusammenschluss | Saalburg-Ebersdorf | Saale-Orla-Kreis |
| 16.03.2004 | Breitenbach Leinefelde Wintzingerode Worbis                                                                                    | Zusammenschluss | Leinefelde-Worbis | Eichsfeld |
| 16.03.2004 | Seifartsdorf | Eingliederung | Silbitz | Saale-Holzland-Kreis |
| 16.03.2004 | Marktgölitz | Eingliederung | Probstzella | Saalfeld-Rudolstadt |
| 16.03.2004 | Gerstungen Lauchröden Oberellen Unterellen                                                                                     | Zusammenschluss | Gerstungen | Wartburgkreis |
| 01.02.2006 | Triebes | Eingliederung | Zeulenroda | Greiz |
| 01.02.2006 | Zeulenroda | Namensänderung | Zeulenroda-Triebes | Greiz |
| 01.02.2006 | Birkigt Goßwitz Könitz Lausnitz Unterwellenborn                                                                                | Zusammenschluss | Unterwellenborn | Saalfeld-Rudolstadt |
| 01.02.2006 | Kleinschmalkalden | Eingliederung | Floh-Seligenthal | Schmalkalden-Meiningen |

1949–1952 (DDR)
1991 |
1992 |
1993 |
1994 |
1995 |
1996 |
1997 |
1998 bis 2006 |
2007 |
2008 bis 2011 |
2012 |
2013 bis 2017 |
2018 |
2019 |
2020 bis 2023 |
2024
Mitgliedsgemeinden der Verwaltungsgemeinschaften |
Erfüllende und beauftragende Gemeinden
Kreisreform Thüringen 1994 |
Gebietsreform in Thüringen